# 1172
1172 (MCLXXII) a fost un an bisect al calendarului iulian.

## Evenimente
- 2 februarie: Sinodul de la Cashel: creștinătatea celtică a Irlandei trece sub autoritatea Bisericii de la Roma.

- 19 martie: La moartea șahului Il-Arslan, conducerea în statul Horezmului este preluată de către Sultan Șah, în detrimentul fratelui său mai mare, Takach, care se refugiază la curtea kara-khitanilor.

- 28 mai: La moartea dogelui Vitale Michiel al II-lea, la Veneția se constituie Maggior Consiglio, constituit din familiile patricienilor.

- 30 iunie: Prințul Richard, fiul regelui Henric al II-lea al Angliei și duce de Aquitania, devine și duce de Poitiers, fiind învestit la Limoges.

- 4 iulie: Contele Girard al II-lea de Roussillon își încheie testamentul, prin care își cedează comitatul către regele Alfonso al II-lea al Aragonului.

- 29 septembrie: Odată cu alegerea lui Sebastiano Ziani, se modifică sistemul de numire a dogilor Veneției, care nu mai revine poporului, ci unui număr de electori proveniți din familiile nobiliare; totodată, se adoptă denumirea de "principe serenissim".

- 11 decembrie: Cu sprijinul armatelor kara-khitanilor, Takach revine pe tronul statului Horezm.

### Nedatate
- Aflat în Franța, regele Henric al II-lea al Angliei acordă orașului Rouen monopolul asupra comerțului cu vin către Anglia.
- Aliat al Veneției, cneazul Ștefan Nemanja al Serbiei este nevoit să recunoască autoritatea împăratului Manuel I Comnen al Bizanțului.
- Conciliul de la Avranches: regele Henric al II-lea al Angliei este absolvit de către Alberto di Morra, trimisul papei Alexandru al III-lea, de păcatul asasinării arhiepiscopului Thomas Becket.
- Devenit capitală a anglo-normanzilor din Irlanda, Dublin dobândește drepturi orășenești.
- Dogele Veneției, Sebastiano Ziani, încheie o pax firmissima cu Egiptul, care își deschide porțile negustorilor venețieni.
- Regele Henric al II-lea al Angliei și contele Umberto al III-lea de Savoia cad de acord asupra unei alianțe matrimoniale vizând pe prințul Richard, respectiv Alicia, moștenitoarea Savoiei; alianța nu intră în funcțiune ca urmare a intervenției lui Henric "cel Tânăr", fratele lui Richard, care se revoltă împotriva lui Henric al II-lea ca urmare numărului mare de castele promise lui Richard.
- Sultanul selgiucid de Rum, Kilidj-Arslan al II-lea îi supune pe turcii danișmenizi din provincia Sivas, devenind singurul suveran turc din Anatolia care se opune atât bizantinilor, cât și cruciaților.

## Arte, Știință, Literatură și Filozofie
- Helmold scrie o istorie a slavilor.
- Maimonides scrie o serie de "Epistole către Yemen", prin care își manifestă susținerea față de evreii supuși persecuțiilor din Yemen.

## Înscăunări
- 1 martie: Bela al III-lea, rege al Ungariei (1172-1196).
- 19 martie: Sultan Șah, șah de Horezm.
- 29 septembrie: Sebastiano Ziani, doge al Veneției (1172-1178).
- 11 decembrie: Takach, șah de Horezm (1172- 1200).

## Nașteri
- Balduin I, primul împărat latin al Constantinopolului (d. 1205)
- Bohemund al IV-lea, principe cruciat de Antiohia (d. 1233).
- Ludovic I, conte de Blois și cruciat (d. 1205).
- Fujiwara Moroie, ultimul regent japonez din familia Fujiwara (d. 1238).

## Decese
- 4 martie: Ștefan al III-lea, rege al Ungariei și Croației (1162-1172), (n. 1147)
- 19 martie: Il-Arslan (Leul), șah de Horezm (n. ?)

- 28 mai: Vitale Michiel al II-lea, doge de Veneția (n. ?)

- 20 iunie: Guillaume al III-lea, conte de Ponthieu (n.c. 1095)

- 13 august: Mstislav al II-lea de Kiev (n. ?)
- Acharya Hemachandra, matematician, filosof și istoric indian (n. 1089)

- Douce a II-a, contesă de Provence (n. 1165)
- Girard al II-lea, conte de Roussillon (n. ?)